# 小行星3539
小行星3539（英語：3539 Weimar）是一颗围绕太阳公转的小行星。1967年4月11日，佛蒙特·伯根在陶腾堡发现了此天体。
这颗小行星的绝对星等为128.17249等。